# نهج الطيب المهيري (مدينة تونس)
نهج الطيب المهيري هو أحد أهم أنهج تونس العاصمة سمي تخليدا لأحد الوطنيين التونسيين ممن تقلدوا وزارة الداخلية في العشر سنوات الأولى من الاستقلال. ويربط هذا النهج بين ساحة باستور وباب الخضراء. وهو يحاذي حديقة البلفدير ويمر قرب وزارة الاستثمار الخارجي والمقر القديم للسفارة الأمريكية بتونس، ونزل مركور الذي كان يسمى سابقا المشتل.